# 엔분의일
엔분의일은 대한민국의 인디 록밴드이다. 2017년 디지털 싱글 앨범 [Fever]로 데뷔했다.

## 방송
- 그레이트 서울 인베이전 (2022) - Top45